# Focul Viu de la Andreiașu de Jos

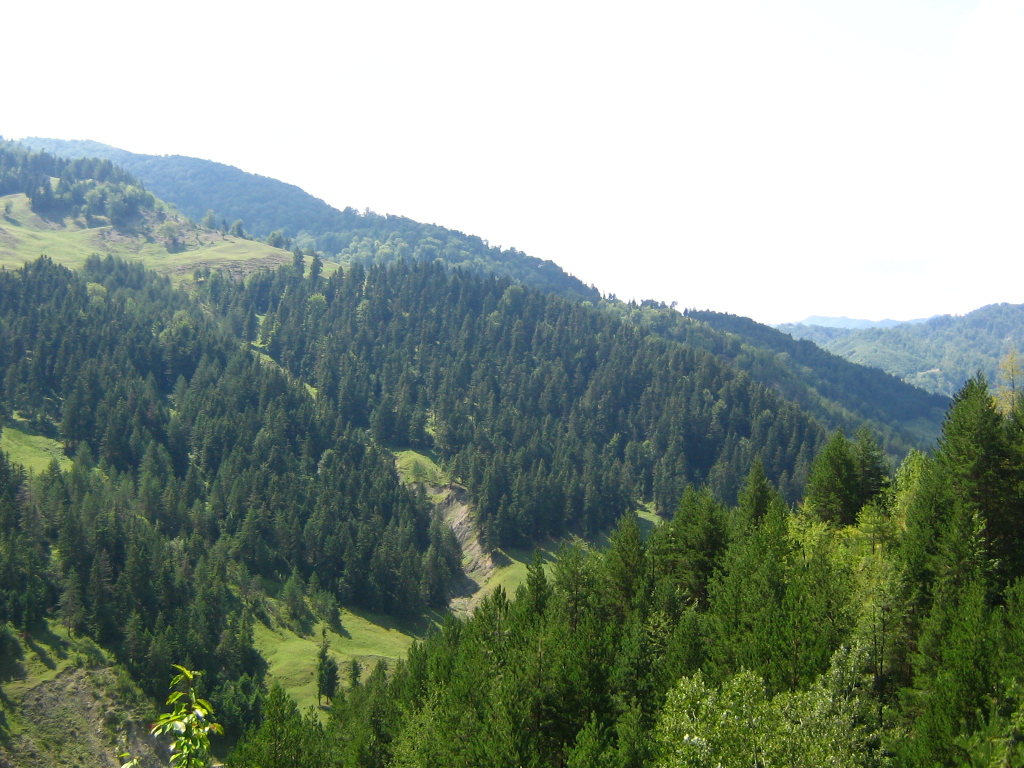
Focul Viu de la Andreiașu de Jos

Focul Viu de la Andreiașu de Jos (Levend vuur van Andreiașu) is een natuurmonument bij het Roemeens dorp Andreiașu de Jos in het district Vrancea.
Het vuur ontstaat door aardgas dat uit de bodem opstijgt en ontbrandt als de zon er op schijnt. Het is uniek en enkel te vinden op deze plek.
In 1973 had het monument een totale oppervlakte van 400 m². Het is in 2000 erkend als beschermd natuurgebied.